# Argentina (растение)
Argentina (лат. Argentina) — род многолетних травянистых растений семейства Розовые. Ранее многие виды включались в род Лапчатка (Potentilla).
Латинское название рода является калькой исп. Argentina и происходит от лат. argentum — серебро и суффикса -ina, со значением «имеющий качества, признаки чего-либо». Оно не имеет отношения к государству Аргентина (на южноамериканском континенте представители рода не встречаются), но характеризует серебристую окраску листьев некоторых видов из-за имеющихся густых волосков. В большинстве авторитетных ботанических источников русскоязычное название отсутствует по причине того, что до последнего времени все виды рода Argentina включались систематиками в род Лапчатка, однако оно уже встречается, например, в карточках гербария МГУ.

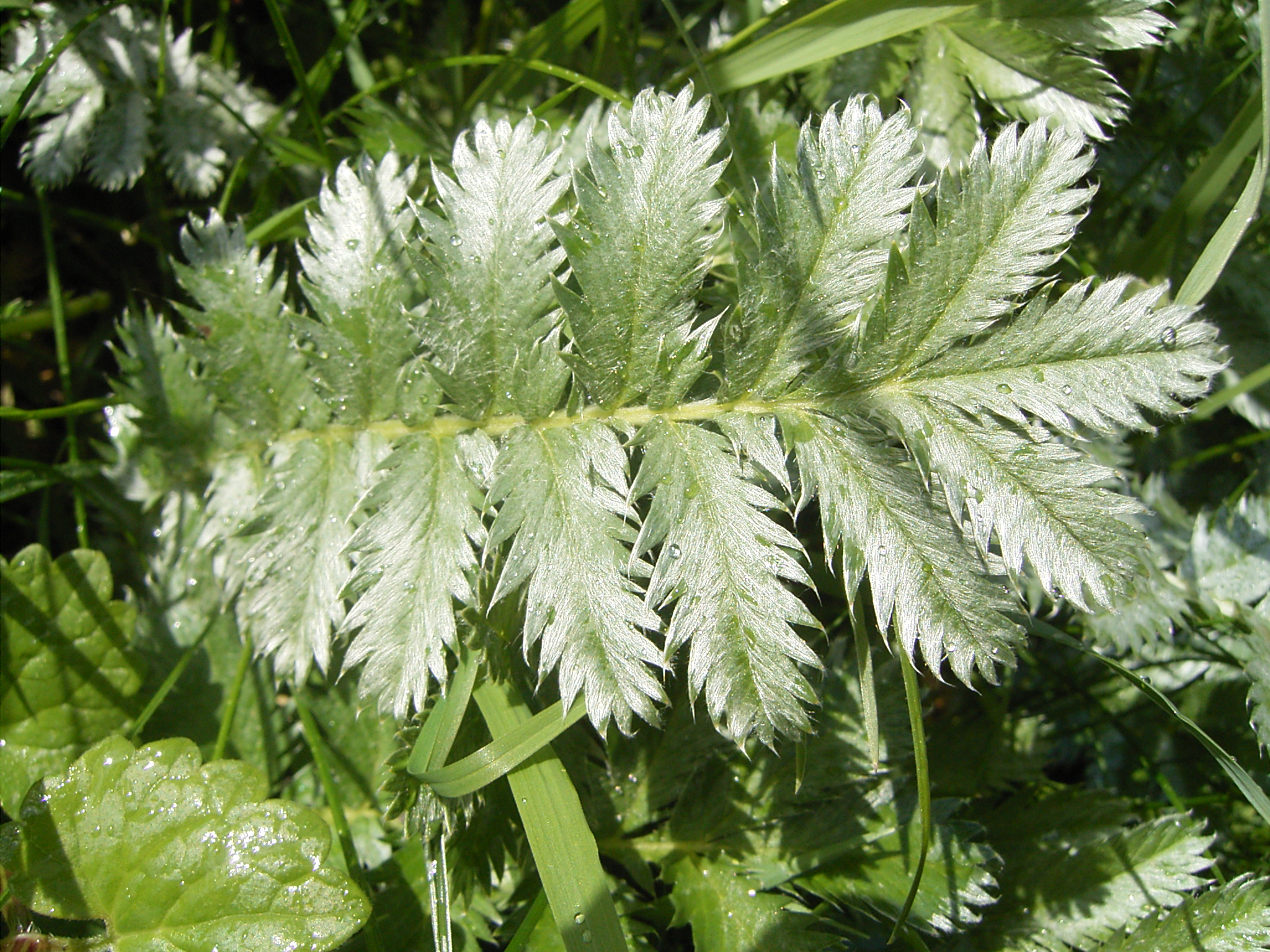
Серебристый лист Аргентина гусиная|Аргентины гусиной (Argentina anserina)

Смысловым переводом названия является Серебрянка, встречающееся также в зоологической номенклатуре, например, род лучеперых рыб Серебрянки (Аргентины). В английском языке для растений рода используется тривиальное (народное) именование silverweeds, также переводимое как «серебрянка», «серебристая трава».

## Ботаническое описание
Полукустарники и травянистые растения.
Побеги прямостоячие или поникающие. 10 видов образуют стелющиеся по земле столоны, укореняющиеся в узлах.
Листья перистые, большинство видов с многочисленными (в среднем 10-20) парами листочков. Черешки не выраженные.
Для всех видов Argentina характерно специфическое расположение «ушек» прилистников. В то время как у лапчаток они боковые, формирующиеся вдоль краев черешка, у Argentina они находятся с его нижней, вентральной стороны.
Одним из существенных признаков, отличающих представителей рода Argentina от лапчаток и других близких родов, это узкий столбик пестика, прикрепленный к нижней, вентральной части семянки. Следует учитывать, что эта характеристика не является инклюзивной, так как у более чем 10 азиатских видов крепление столбика верхнее.
Завязи голые, изредка опушенные.

## Распространение и экология
Центром видового разнообразия (и возможно, происхождения) представителей рода Argentina являются горные районы Палеотропиков (Юго-Восточная Азия). 20 видов (около четверти от общего количества) являются эндемиками Новой Гвинеи. Подавляющее большинство видов произрастает на высоте 3000 и более метров над уровнем моря.

## Классификация
В 1755 г. М. Дюамель выделяет из рода лапчатка (Potentilla) род пятилисточник (Pentaphylloides Duhamel), а Жан-Батист Ламарк в своей работе "Flore françoise" 1778г. — род аргентина (Argentina Lam.), включающий лапчатку гусиную (Potentilla anserina L.), лапчатку низкую (P. supina L.), лапчатку скальную (P. rupestris L.) и лапчатку болотную (P. palustris (L.) Scop.).
В 1756 г  Джон Хилл публикует описание одноимённого рода в работе «The British herbal: an history of plants and trees, natives Britain, cultivated for use, or raised for beauty» («Флора Британии: история растений и деревьев, произрастающих в Британии, разводимых для употребления или для красоты»). Согласно Хиллу род Argentina Hill был монотипным,включал единственный вид Argentina vulgaris (по современной классификации Argentina anserina — Аргентина гусиная), с перистыми листьями и ползучими, укореняющимися в узлах, стеблями. Указывалась схожесть цветков и плодов с представителями рода Cinquefoil. По Линнею являлся представителем 13 таксономического класса icosandria polyandria (растения с 20 и более тычинками, прикрепленных к цветоложу под гинецеем), объединяя виды родов Cinquefoil и Pentaphylloides под названием Potentilla.
Впоследствии большинством систематиков предлагалось включать Argentina вслед за Карлом Линнеем в род Лапчатка (Potentilla), но по результатам современных молекулярных исследований 2010-х годов и морфологических различий было подтверждено, что род является монофилетическим и самостоятельным, с явными отличиями от лапчатки. В классификациях, где рассматривается дробление семейства Розовые на промежуточные таксоны крупнее рода, Argentina указывается как второй по величине род подтрибы Potentillinae (Лапчатковые) после собственно рода Лапчатка.

### Таксономия
- Argentina  Hill, 1756, Brit. Herb. : 6

Род Argentina включается в семейство Розовые (Rosaceae) порядка Розоцветные (Rosales), последовательно входящего в более крупные клады Фабиды → Розиды → Суперрозиды → Эвдикоты → Цветковые растения. Таксономическая схема в соответствии с Системой APG IV по состоянию на июнь 2024 года:
|  |                          |  |                                   |                                   |                   |  | еще 8 семейств |               |               |                       |
|  |                          |  |                                   |                                   |                   |  |                |               |               | 71 подтвержденный вид |
|  |                          |  |                                   | порядок Розоцветные               |                   |  |                |               | род Argentina |                       |
|  |                          |  |                                   | порядок Розоцветные               |                   |  |                |               | род Argentina |                       |
|  | клада Цветковые растения |  |                                   |                                   | семейство Розовые |  |                |               |               |                       |
|  | клада Цветковые растения |  |                                   |                                   |                   |  |                |               |               |                       |
|  |                          |  | ещё 63 порядка цветковых растений | ещё 63 порядка цветковых растений |                   |  |                | еще 116 родов | еще 116 родов |                       |
|  |                          |  |                                   | ещё 63 порядка цветковых растений |                   |  |                |               | еще 116 родов |                       |